# Finality blue
「Finality blue」（ファイナリティ・ブルー）は、栗林みな実の17作目のシングル。2008年10月22日にLantisから発売された。

## 概要
収録楽曲は全て、OVA『舞-乙HiME 0〜S.ifr〜』のオープニングテーマ。

## 収録曲
1. Finality blue
作詞：畑亜貴、作曲・編曲：宅見将典
2. Heart All Green
作詞：栗林みな実、作曲・編曲：齋藤真也
3. ここにあったね
作詞：畑亜貴、作曲・編曲：黒須克彦
4. Finality blue (instrumental)
5. Heart All Green (instrumental)
6. ここにあったね (instrumental)